# AS Denguélé
Die Association Sportive Denguélé d’Odienné ist ein ivorischer Fußballverein aus Odienné.

## Geschichte
Der Verein konnte sich 2003 für die erste Liga qualifizieren und verbessert sich seither kontinuierlich, so dass 2006 der dritte Ligaplatz errungen werden konnte. Denguéle spielte 2007 im CAF Confederation Cup, scheiterte aber nach der Vorrunde durch ein 1:1 und 0:0 aufgrund der Auswärtstorregel an den Banjul Hawks aus Gambia. Die AS Denguélé läuft traditionell in den Farben Lila und Weiß auf. Als nördlichster Verein der Liga wird das Team auch Les Nordistes oder Les Odiennéka genannt.

## Trainer
| Trainer             | Nation         | von            | bis               |
| ------------------- | -------------- | -------------- | ----------------- |
| Dramane Sanou       | Elfenbeinküste | 1. Juli 2009   | 30. Juni 2010     |
| Kjetil Zachariassen | Norwegen       | 1. Januar 2011 | 31. Dezember 2011 |
| Dramane Sanou       | Elfenbeinküste | 1. Juli 2011   | 30. Juni 2014     |
| Dramane Sanou       | Elfenbeinküste | 1. Juli 2015   | 30. Juni 2016     |

## Ehemalige bekannte Spieler
- François Adou (ivorischer Juniorennationalspieler)
- Kouadio Ahoutou (ivorischer Juniorennationalspieler)
- Pascal Angan (beninischer Nationalspieler)
- Léopold Assé (ivorischer Juniorennationalspieler)
- Abdoulaye Boukari Ousmane (nigrischer Nationalspieler)
- Sékou Bamba De Karamoko (ehemaliger ivorischer Nationalspieler)
- Bohoussou (ehemaliger ivorischer Nationalspieler)
- Benoit Dali (ehemaliger ivorischer Nationalspieler)
- Sévérin Yao Djeh (ehemaliger ivorischer Juniorennationalspieler)
- Seydou Doumbia (ivorischer Nationalspieler)
- Guyan Kanté (ehemaliger ivorischer Nationalspieler)
- John Kollie (liberianischer Nationalspieler)
- Ibrahim Koné (ehemaliger ivorischer Nationalspieler)
- Kodjo Kouakou (ivorischer Juniorennationalspieler)
- Kassi Mathias (ivorischer Nationalspieler)
- Camara N’Guessan (ivorischer Juniorennationalspieler)
- Florent Ottokoré (ehemaliger ivorischer Nationalspieler)
- Siaka Sow (ehemaliger burkinischer Juniorennationalspieler)
- Noel Misa Tanoh (ivorischer U-23 Nationalspieler)
- Abdoudrahime Tourè (ehemaliger guineischer Nationalspieler)
- Komivi Dzimedo Tsogbé (ehemaliger Togoischer Juniorennationalspieler)
- Leofra Yéo (ehemaliger ivorischer Nationalspieler)[4]

## Erfolge
- Teilnahme am CAF Confederation Cup (1) 2007 – Vorrunde